# 帕鲁河

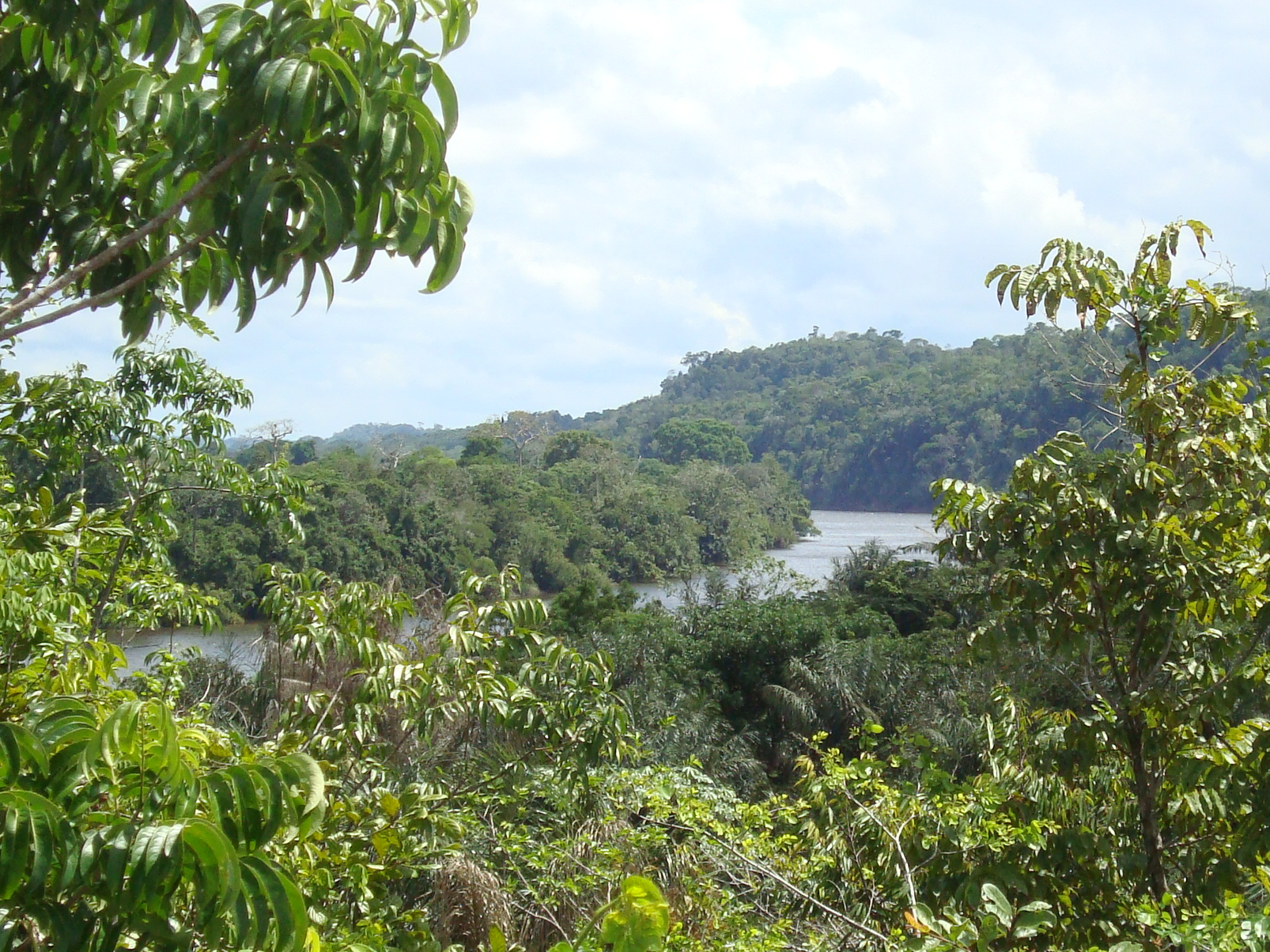
帕鲁河

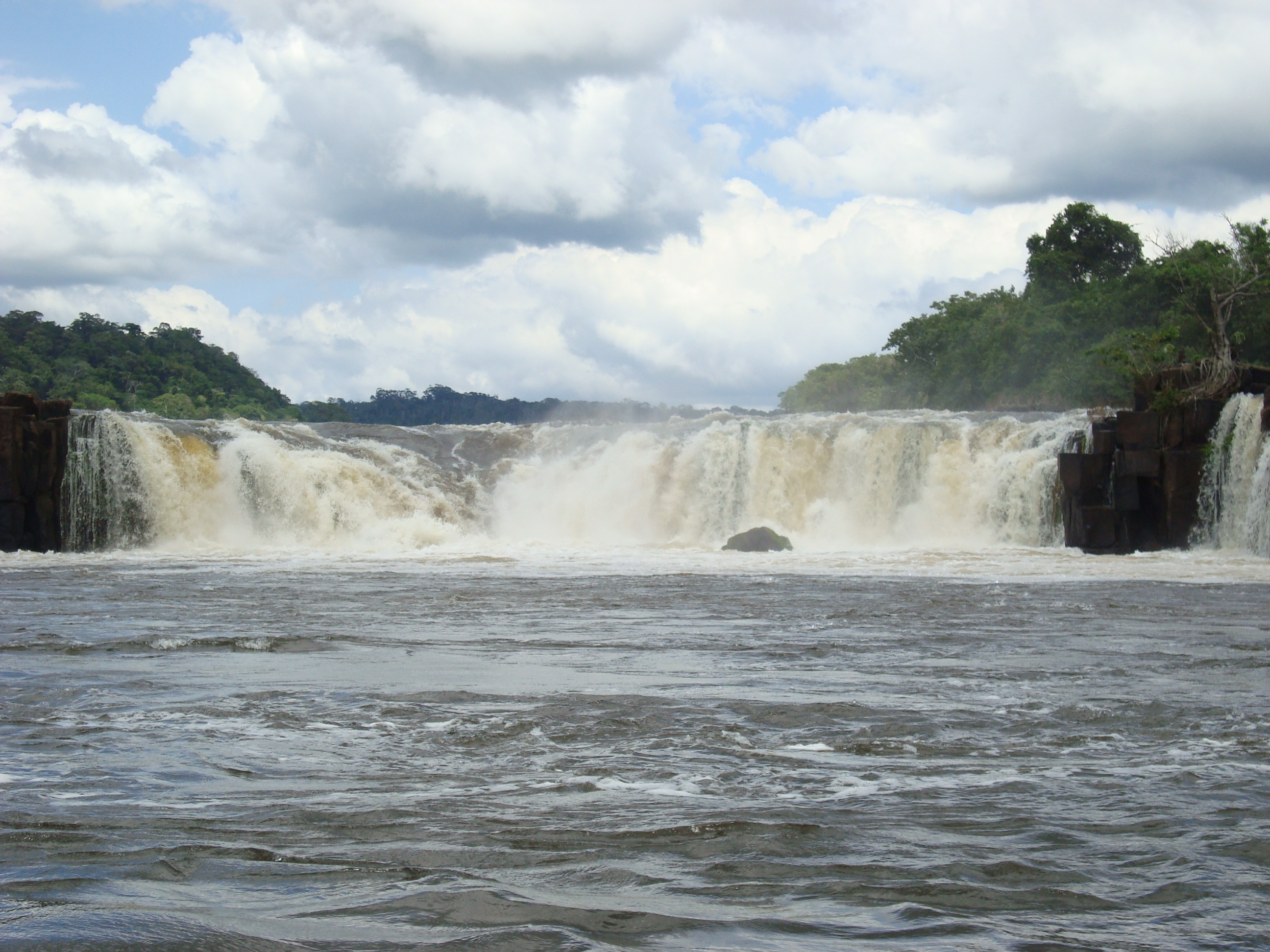
帕鲁河上的瀑布

帕鲁河（葡萄牙語：Rio Paru） 巴西北部河流。源出巴西与苏里南边境的图穆库马克山脉，东南流，在帕拉州的阿尔梅林上方汇入亚马孙河下游，全长710公里。